# Holographic Versatile Disc

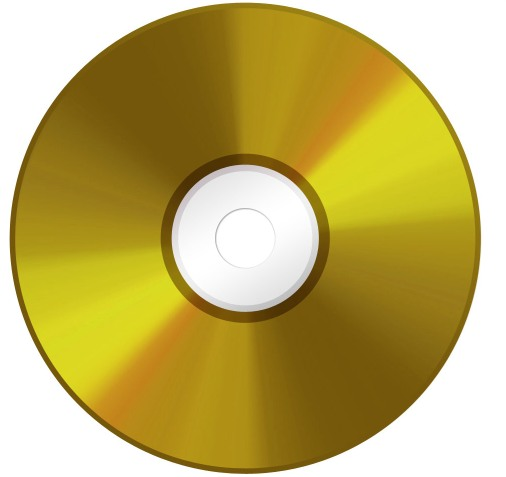
HVD-диск

Голографический многоцелевой диск (Holographic Versatile Disc) — перспективная технология производства оптических дисков, которая предполагает значительно увеличить объём хранимых на диске данных по сравнению с Blu-Ray и HD DVD. Компания, отвечающая за HVD, обанкротилась в 2010 году, и продукт не был запущен.
Запись на диск в виде голограммы осуществляется двумя лазерными лучами: красным и зелёным, сведёнными в один параллельный луч. Зелёный лазер читает данные, закодированные в виде сетки с голографического слоя, близкого к поверхности диска, в то время как красный лазер используется для чтения вспомогательных сигналов с обычного компакт-дискового слоя в глубине диска. Вспомогательная информация используется для отслеживания позиции чтения наподобие системы CHS в обычном жёстком диске. На CD или DVD эта информация внедрена в данные.

## История
Впервые заговорили о возможности хранить информацию в голографических носителях в 1963 году. В то время в компании Polaroid работал учёный Питер ван Хеерден, именно он первый в мире предложил метод «объёмного консервирования» информации.
Хотя в теории можно достичь и высоких скоростей записи/считывания, и больших объёмов, почти за полвека не удалось реализовать производство приводов для голографических дисков и самих дисков, себестоимость которых позволила бы технологии стать коммерчески успешной.
Формат носителей HD VMD впервые был представлен британской компанией «New Medium Enterprises» на выставке CeBIT в 2006. Первые продажи начались весной 2008 года в сети Amazon и в некоторых магазинах.
В мае 2007 года организацией Ecma International был выпущен стандарт ECMA-378, описывающий HVD-ROM ёмкостью 100 Гб .

## Принцип действия

Структура голографического диска: 1 — зелёный лазер чтения/записи (532 нм); 2 — красный позиционирующий/индексный лазер (650 нм); 3 — голограмма (данные); 4 — поликарбонатный слой; 5 — фотополимерный (photopolimeric) слой с данными; 6 — разделяющий слой (Distans layers); 7 — слой, отражающий зелёный цвет (Dichroic layer); 8 — алюминиевый слой, отражающий красный свет; 9 — прозрачная основа; P — углубления (питы)

Принцип действия HVD заключается в чтении голографического «изображения» в какой-либо газовой среде с помощью лазера. Само же изображение создаётся при помощи двух когерентных лазерных лучей, один из которых несущий, или опорный, и не содержит каких-либо данных, а второй — проходит через модулятор информации, так называемый пространственный модулятор света, после чего при пересечении этих двух лучей в зоне интерференции возникает голографическое изображение, которое и записывается на носитель.
Новшество этого способа хранения информации заключается в том, что данные можно записывать не в двухмерном виде, а в трёхмерном. То есть при считывании возникает голограмма, площадь которой больше, чем площадь поверхности носителя, на которую она записана, в несколько раз.

## Технические ограничения
На данный момент учёным из компании IBM удалось достичь плотности размещения данных на носителе в 390 бит/мкм. Аналогичный параметр для DVD-дисков не превышает 5 бит/мкм. Ведутся работы по поиску материалов для изготовления носителей информации, производство которых позволило бы голографическим приводам стать массовыми.
О каких-либо стандартах на материалы говорить рано. IBM предлагает как неорганические химические соединения, такие как ниобат лития, так и различные полимеры. Однако в случае с полимерами возникают проблемы по сохранности данных на протяжении относительно длительного времени, связано это с прохождением некоторых химических реакций в таких носителях, вследствие чего теряется записанная информация.
Компания Aprilis предлагает использовать силиконы с добавлением эпоксидных смол. Этот метод позволяет как производить запись, так и хранить данные более длительное время за счёт большей устойчивости материала. Ещё один вариант — это использование материала, в котором вещества, отвечающие за прочность и светочувствительность, отделены друг от друга. Такой метод предлагает InPhase Technologies.
Следует обратить особое внимание на проблемы использования объёмной голографической памяти в компьютерной технике, которая существует с середины 1970-х годов.

## Уровень разработок
Предполагаемая информационная ёмкость этих дисков — до 3,9 ТБ, что сравнимо с 6000 CD, 830 DVD или 160 однослойными дисками Blu-ray; скорость передачи данных — 1 Гбит/с. Optware планировала выпустить диск ёмкостью 200 ГБ в начале июня 2006 года и Maxell в сентябре 2006 с ёмкостью 300 ГБ. 28 июня 2007 года стандарт HVD был утверждён и опубликован.
Голографический диск должен был достигнуть ёмкости 500 ГБ в 2010 году. Компания InPhase Technologies объявила о том, что ею достигнута новая планка плотности записи — 515 гигабит на квадратный дюйм. Применительно к стандартному 120-мм диску это означает объём в 500 ГБ. Таким образом, на голографический диск может быть записана информация, эквивалентная 106 однослойным DVD. Для продемонстрированного образца скорость составила 23 МБ/с. Однако показанный носитель не был запущен в серийное производство.